# La Roche Percée
Pour les articles homonymes, voir La Roche.
La Roche Percée est un hameau de la commune belge de Martelange située en Région wallonne dans la province de Luxembourg.

## Géographie
Le hameau est étalé le long de la route nationale 4, au nord de Martelange, à mi-chemin entre Martelange et Warnach.